# زیردریایی یو-۴۱۴
زیردریایی یو-۴۱۴ (به انگلیسی: German submarine U-414) یک زیردریایی است که طول آن ۶۷٫۱ متر (۲۲۰ فوت ۲ اینچ) می‌باشد. این زیردریایی در سال ۱۹۴۲ ساخته شد.